# Liste du patrimoine mondial à Saint-Marin
Cet article recense les sites inscrits au patrimoine mondial à Saint-Marin.

## Statistiques
Saint-Marin ratifie la Convention pour la protection du patrimoine mondial, culturel et naturel le 18 octobre 1991. Le premier site protégé est inscrit en 2008.
En 2020, Saint-Marin compte 1 site inscrit au patrimoine mondial, culturel. 

## Listes
Les sites suivants sont inscrits au patrimoine mondial.
| Site                                            | Ville       | Type            | Date | Superficie (ha) | Lien | Notes | Coordonnées                       | Illus. |
| ----------------------------------------------- | ----------- | --------------- | ---- | --------------- | ---- | ----- | --------------------------------- | ------ |
| Centre historique de Saint-Marin et mont Titano | Saint-Marin | Culturel, (iii) | 2008 | 55              | 1245 |       | 43° 55′ 59″ nord, 12° 27′ 07″ est |        |